# Parroquia de Sandys
Sandys es una de las nueve parroquias en las que se dividen las Bermudas, territorio británico de ultramar en el océano Atlántico Norte.
Su nombre recuerda al aristócrata inglés Sir Edwin Sandys (1561-1629).
Se ubica en el noroeste de la isla principal, incluyendo las islas de Irlanda, Boaz, y la mayor Somerset, así como una pequeña superficie de la isla principal de Bermudas. Limita con la parroquia de Southampton.